# Якоб II фон Хорн
Якоб II фон Хорн (на немски: Jakob II von Horn; † 8 октомври 1530) е граф на Хорн в Нидерландия.

## Произход
Той е син на граф Якоб I фон Хорн († 1488) и съпругата му графиня Мьорс-Сарверден († 1461), дъщеря на граф Фридрих IV фон Мьорс († 1448) и Енгелберта фон Клеве-Марк († 1458), дъщеря на Адолф III фон Марк.
Брат му Йохан IX фон Хорн († 19 декември 1505, Маастрихт) е епископ на Лиеж (1483 – 1505).

## Фамилия
Първи брак: между 22 април 1470 и 4 юни 1470 г. с графиня Филипа (Филипина) фон Вюртемберг (* сл. 1453; † 4 юни 1475, Веерт), дъщеря на граф Улрих V фон Вюртемберг и третата му съпруга Маргарета Савойска. Те нямат деца.
Втори брак: сл. 4 юни 1475 г. с Йохана ван Брюге († 8 декември 1502), дъщеря на Луис ван Брюге († 1492) и Маргарета фон Борселен († 1510). Те имат децата:
- Маргарета († 1522), омъжена на 14 септември 1494 г. за граф Еберхард IV фон Марк-Аренберг, бургграф на Брюксел († 1532)
- Якоб III, граф фон Хорн († 1531 в битка), женен I. за Маргерита дьо Крой († 1514), II. за Клодина Савойска († 1528), III. за Анна Бургундска (1516 – 1551)
- Амалия († 1562)
- Йохан († 1540), граф фон Хорн (1531 – 1540), женен за Анна ван Егмонт, господарка на Бюрен († 1574)
- Анна